# هورپنیک
هورپنیک (به چکی: Hořepník) یک منطقهٔ مسکونی در جمهوری چک است که در ناحیه پلهریموو واقع شده‌است. هورپنیک ۱۳٫۶۲ کیلومتر مربع مساحت و ۶۲۳ نفر جمعیت دارد و ۴۵۷ متر بالاتر از سطح دریا واقع شده‌است.